# Yves Niaré
Yves Niaré (Francia, 20 de julio de 1977-5 de diciembre de 2012) fue un atleta francés especializado en la prueba de lanzamiento de peso, en la que consiguió ser subcampeón europeo en pista cubierta en 2009.

## Carrera deportiva
En el Campeonato Europeo de Atletismo en Pista Cubierta de 2009 ganó la medalla de plata en el lanzamiento de peso, con una marca de 20.42 metros, tras el polaco Tomasz Majewski (plata con 21.02 metros) y por delante de alemán Ralf Bartels (bronce con 20.39 metros).